# Marufköy, Karaçoban
Maruf là một xã thuộc huyện Karaçoban, tỉnh Erzurum, Thổ Nhĩ Kỳ. Dân số thời điểm năm 2011 là 645 người.